# Silver Tape

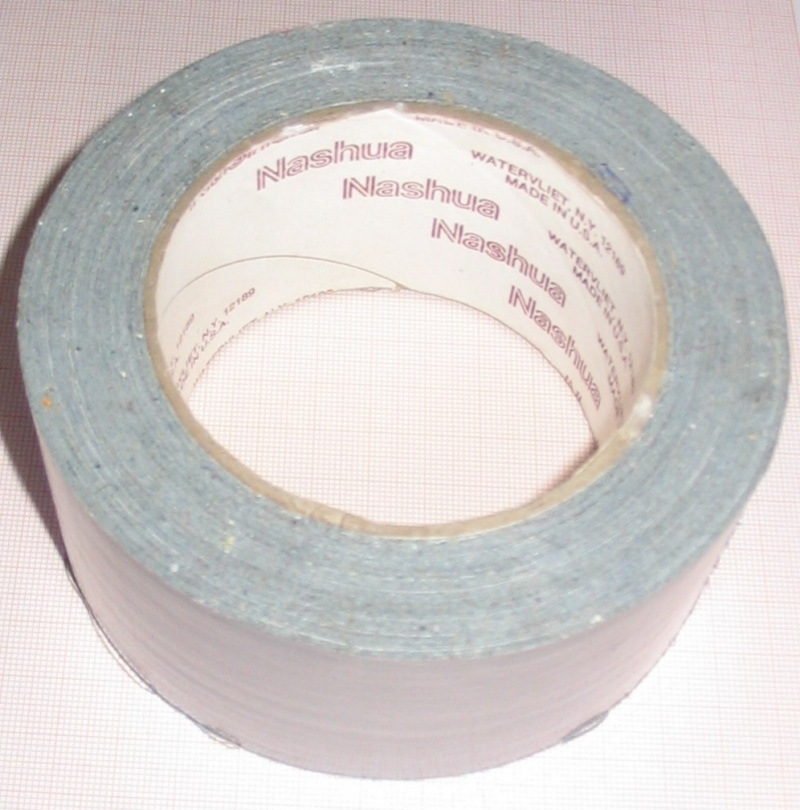
O pigmento de alumínio em pó dá à duct tape tradicional sua cor cinza prateada.

Duct tape (também chamada de duck tape, devido ao material de que foi originalmente feita) e, no Brasil, silver tape, é uma fita adesiva tradicionalmente de cor cinza, feita de polietileno e tecido de algodão com adesivo. Seu nome em inglês, duck tape, faz referência ao cotton duck, um tecido pesado de algodão presente em sua composição.
Ela é muito usado em reparos pela sua resistência e durabilidade. Ela também pode ser construída para ser resistente ao calor, útil para selar aquecimento, ventilação, condutores de ar condicionado. Neste caso ela geralmente é da cor cinza ou preto, mas também disponível em outras cores.
Foi criada durante a Segunda Guerra Mundial pela empresa Revolite. Logo em seguida foi aperfeiçoada por uma divisão da Johnson & Johnson quando foi desenvolvido uma fita adesiva feita de um adesivo à base de borracha aplicada a um suporte de pano durável. Esta fita resistiu a água e foi usado como fita de vedação em caixas de munição.
A Duct tape moderna é feita de algodão, poliéster, náilon, raiom ou tecido de malha de fibra de vidro para fornecer resistência.